# Associazione Calcio Rapallo Ruentes 1914 1962-1963
Questa voce raccoglie le informazioni riguardanti l'Associazione Calcio Rapallo Ruentes  nelle competizioni ufficiali della stagione 1962-1963.

## Rosa
| N. |                   | Ruolo | Calciatore            |
| -- | ----------------- | ----- | --------------------- |
|    | Italia (bandiera) | P     | Bruno Baxa            |
|    | Italia (bandiera) | C     | Marino Bellomo        |
|    | Italia (bandiera) | D     | Gianfranco Borsari    |
|    | Italia (bandiera) | C     | Francesco Brancaleoni |
|    | Italia (bandiera) | A     | Sauro Fracassa        |
|    | Italia (bandiera) | A     | Giorgio Gatto         |
|    | Italia (bandiera) | D     | Luigi Giacobbe        |
|    | Italia (bandiera) | D     | Enrico Hanset         |
|    | Italia (bandiera) | C     | Gino Ieri             |

| N. |                   | Ruolo | Calciatore            |
| -- | ----------------- | ----- | --------------------- |
|    | Italia (bandiera) |       | Mercanzin             |
|    | Italia (bandiera) | A     | Giorgio Mognon        |
|    | Italia (bandiera) | D     | Benito Odone          |
|    | Italia (bandiera) |       | Piasentin             |
|    | Italia (bandiera) | P     | Lorenzo Piccoli       |
|    | Italia (bandiera) | D     | Renzo Rivara          |
|    | Italia (bandiera) | A     | Lorenzo Rollando      |
|    | Italia (bandiera) | C     | Alessandro Tanganelli |